# テリー (DD-25)
|          |                                                    |
| 艦歴     |                                                    |
| 発注     |                                                    |
| 起工     | 1909年2月8日                                       |
| 進水     | 1909年8月21日                                      |
| 就役     | 1910年10月18日（海軍） 1925年6月30日（沿岸警備隊） |
| 退役     | 1919年11月13日（海軍） 1930年8月12日（沿岸警備隊） |
| その後   | 1934年5月2日に売却                                 |
| 除籍     | 1934年6月28日                                      |
| 性能諸元 |                                                    |
| 排水量   | 887トン                                            |
| 全長     | 293 ft 10 in (89.6 m)                              |
| 全幅     | 26 ft 1? in (8 m)                                  |
| 吃水     | 10 ft 11 in (3.3 m)                                |
| 機関     | 重油専焼缶4基                                      |
| 最大速   | 30.24ノット (56 km/h)                              |
| 乗員     | 士官、兵員89名                                     |
| 兵装     | 3インチ砲5門 30口径機銃2基 18インチ魚雷発射管6門   |

テリー (USS Terry, DD-25) は、アメリカ海軍の駆逐艦。ポールディング級駆逐艦の1隻。艦名はエドワード・テリーに因む。

## 艦歴
テリーは1909年2月8日にバージニア州ニューポート・ニューズのニューポート・ニューズ造船所で起工した。1909年8月21日にジョージ・ヘンリー・ロック夫人によって命名、進水し、1910年10月18日に艦長マーティン・E・トレンチ少佐の指揮下就役する。
東海岸での公試に続いて、テリーは大西洋艦隊水雷小艦隊のキューバ海域における冬季作戦活動に合流した。テリーは小艦隊との水雷訓練と、大西洋艦隊全部隊との艦隊演習の両方に従事した。カリブ海における恒例の冬季演習と、ニューイングランド沿岸での春から夏にかけての作戦活動を交互に行い、1913年11月にサウスカロライナ州チャールストンでオーバーホールに入る。
入渠直後にテリーは予備役となる。作業が完了すると現役復帰し、1914年はフロリダ沿岸での巡航を行い、1915年2月に冬季演習のためキューバ海域に戻った。同年夏はロードアイランド州ニューポートで水雷演習を行い、任務を終えると母港のチャールストンに帰還した。
1916年1月1日までにテリーは縮小された駆逐艦部隊において活動していた。31日、大西洋艦隊と共にフロリダ州キーウェストに向けて出航した。5月にはサントドミンゴに向けて出航する。6月10日、プエルト・プラタ湾内での演習中にテリーは座礁し、主甲板の大半が水没した。13日にサクラメント (USS Sacramento, PG-19) 艦長指揮の下、テリーの士官と水兵が引き揚げ作業を行った。テリーは6月26日に浮上し、7月7日まで応急修理が行われた後、7月15日にチャールストン海軍工廠に帰還した。
アメリカ合衆国の第一次世界大戦参戦時、テリーはチャールストンで広範囲な修理が行われていた。作業が完了すると大西洋岸でのパトロールと、ヨーロッパ向けの商船護衛任務に従事する。1918年1月、テリーはアイルランドのクィーンズタウンを拠点とする駆逐艦部隊と共に作戦活動に向かった。敵潜水艦が横行するイギリス諸島海域でテリーは船団護衛に従事した。クィーンズタウンにおけるテリーの任務は平穏なものであった。護衛した船団の1隻が潜水艦によって沈められたことはあったが、ドイツのUボートを観測することはなく、戦闘にも遭遇しなかった。1918年3月19日、マンリー (USS Manley, DD-74) が触雷した際、テリーは負傷者の支援を行った。
1918年12月、テリーはアメリカへ帰還した。11ヶ月に及ぶ限定就役状態の後、1919年11月13日にフィラデルフィア海軍工廠で退役した。
フィラデルフィアで保管された後、テリーは1924年6月7日に沿岸警備隊に移管され、ニューヨークを拠点とするラム・パトロールに加わった。
1930年10月18日にテリーは海軍に返却され、退役状態のまま海軍籍に復帰した。1934年5月2日、テリーはスクラップとして売却された。その後1934年6月28日に除籍された。